# Svart på vitt
Svart på vitt var en serie TV-program som visades på SVT i 130 avsnitt under åren 1984-1992. Varje program fokuserade på ett (vanligen svartvitt) fotografi som Hans Villius eller Olle Häger beskrev. Villius och Häger gav år 1990 ut en bok med samma namn på Natur & Kulturs förlag.